# بنجا
قرية بنجا هي إحدى القرى التابعة لمركز طهطا بمحافظة سوهاج في جمهورية مصر العربية. حسب إحصاءات سنة 2006، بلغ إجمالي السكان في بنجا 19337 نسمة، منهم 9914 رجل و9423 امرأة.